# Артур Ауверс
Георг Фрідріх Юліус Артур фон Ауверс (нім. Georg Friedrich Julius Arthur von Auwers; 12 вересня 1838 — 24 січня 1915) — німецький астроном, з 1866 — астроном Берлінської АН, згодом — її член, член Паризької АН, член Геттінгенської академії наук.
Народився в Геттінгені. Навчався в Геттінгенському й Кенігсберзькому університетах (1857—1862). Астроном Готської обсерваторії з 1866 року.
Наукові роботи належать до позиційної астрономії. Він уклав перший фундаментальний каталог, який містив 539 яскравих зір (1879). Опрацював спостереження Джеймса Бредлі й 1888 року видав нову обробку 3500 зір. Протягом багатьох років каталог Ауверса—Брадлея залишався основою всіх досліджень про рух зір (до появи 1910 року попереднього загального каталога Л. Босса, який містив 6188 зір).
Визначив паралакс Сонця за спостереженнями малих планет і проходжень Венери над диском Сонця 1874 та 1882 рр.